# هارون و قارون
هارون و قارون فیلمی به کارگردانی و نویسندگی نظام فاطمی ساختهٔ سال ۱۳۴۶ است.

## خلاصه داستان
هارون و قارون، که با فقر و فلاکت زندگی می‌کنند، به هر کاری دست می‌زنند تا زندگی آبرومندی برای خود فراهم کنند…

## بازیگران
- منصور سپهرنیا
- همایون
- تقی ظهوری
- فرانک میرقهاری
- جواد قائم‌مقامی
- حمیده خیرآبادی
- مهین دیهیم
- گیتی همت آزاد
- غلامرضا سرکوب
- پرویز جعفری
- اشرف کاشانی
- فرنگیس فروهر
- تحصنی
- حسین اشراق
- علی تبریزی
- محمود پیراسته
- مهران صدری
- علی معماری
- حسن درگزنی